# Миколай Лянцкоронський (староста)
Миколай Лянцкоронський  (пол. Mikołaj Lanckoroński; ? — після 20 березня 1597) — польський шляхтич, військовик, урядник Корони Польської Речі Посполитої. Придворний короля. Батько — Геронім Лянцкоронський — скальський староста. Уряди (посади): подільський підкоморій (1595), староста скальський (номінований 19 травня 1595 після смерті попередника Миколая Бучацького-Творовського), військове звання — ротмістр. 
1589 від імені дітей продав Суходіл та інші маєтності Жолкевському.
Був похований у латинській катедрі у Кам'янці на Поділлі.